# أوباجارا
أوباجارا بلدية في ولاية سيارا في المنطقة الشمالية الشرقية من البرازيل.    في هذه البلدية تقع حديقة أوباجارا الوطنية.